# Poecilothomisus speciosus
Poecilothomisus speciosus là một loài nhện trong họ Thomisidae.
Loài này thuộc chi Poecilothomisus. Poecilothomisus speciosus được Tord Tamerlan Teodor Thorell miêu tả năm 1881.